# Olympische Sommerspiele 2012/Radsport – Mannschaftsverfolgung Bahn (Frauen)
Das Bahnrad-Mannschaftsverfolgung der Frauen bei den Olympischen Spielen 2012 in London fand am 3. und 4. August 2012 im Lee Valley VeloPark statt.
Olympiasieger wurde die Mannschaft aus Großbritannien. Silber gewannen die US-Amerikanerinnen, während sich die kanadische Delegation Bronze sicherte.

## Ergebnis

### Qualifikation
Die acht schnellsten Mannschaften qualifizierten sich für die erste Runde, wobei die vier zeitschnellsten Mannschaften um die zwei Startplätze für das Rennen um Gold fuhren. Die übrigen vier Mannschaften hatten nur noch Chancen auf die Bronzemedaille.
| Rang | Nation             | Athletinnen                                                | Zeit (min) |
| ---- | ------------------ | ---------------------------------------------------------- | ---------- |
| 1    | Großbritannien     | Danielle King Laura Trott Joanna Rowsell                   | 3:15,669   |
| 2    | Vereinigte Staaten | Sarah Hammer Dotsie Bausch Jennie Reed                     | 3:19,406   |
| 3    | Australien         | Annette Edmondson Melissa Hoskins Josephine Tomic          | 3:19,719   |
| 4    | Kanada             | Tara Whitten Gillian Carleton Jasmin Duehring              | 3:19,816   |
| 5    | Neuseeland         | Lauren Ellis Jaime Nielsen Alison Shanks                   | 3:20,421   |
| 6    | Niederlande        | Kirsten Wild Amy Pieters Ellen van Dijk                    | 3:21,602   |
| 7    | Deutschland        | Judith Arndt Charlotte Becker Lisa Brennauer               | 3:22,058   |
| 8    | Belarus            | Tazzjana Scharakowa Alena Dylko Aksana Papko               | 3:22,850   |
| 9    | Ukraine            | Jelysaweta Botschkarjowa Switlana Haljuk Lessja Kalytowska | 3:25,160   |
| 10   | China              | Jiang Fan Jiang Wenwen Liang Jing                          | 3:26,049   |

### Erste Runde
Die Begegnungen der ersten Runde ergaben sich aus den Platzierungen der Qualifikation, dabei traten die Mannschaften wie folgt an:
- Lauf 1: 6. gegen 7.
- Lauf 2: 5. gegen 8.
- Lauf 3: 2. gegen 3.
- Lauf 4: 1. gegen 4.

Die Gewinner der Läufe 3 und 4 qualifizierten sich für das Rennen um Gold. Die übrigen 6 Mannschaften wurden nach ihrer Zeit sortiert und fuhren je nach Position die Plätze 3 bis 8 aus.
| Rang | Lauf | Nation             | Athletinnen                                       | Zeit (min) |
| ---- | ---- | ------------------ | ------------------------------------------------- | ---------- |
| 1    | 4    | Großbritannien     | Danielle King Laura Trott Joanna Rowsell          | 3:14,682   |
| 2    | 3    | Vereinigte Staaten | Sarah Hammer Dotsie Bausch Jennie Reed            | 3:16,853   |
| 3    | 3    | Australien         | Annette Edmondson Melissa Hoskins Josephine Tomic | 3:16,935   |
| 4    | 4    | Kanada             | Tara Whitten Gillian Carleton Jasmin Duehring     | 3:17,454   |
| 5    | 2    | Neuseeland         | Lauren Ellis Jaime Nielsen Alison Shanks          | 3:18,514   |
| 6    | 1    | Niederlande        | Kirsten Wild Vera Koedooder Ellen van Dijk        | 3:20,013   |
| 7    | 1    | Deutschland        | Judith Arndt Charlotte Becker Lisa Brennauer      | 3:21,086   |
| 8    | 2    | Belarus            | Tazzjana Scharakowa Alena Dylko Aksana Papko      | 3:21,942   |

### Finale
| Rang              | Nation             | Athletinnen                                       | Zeit (min) |
| ----------------- | ------------------ | ------------------------------------------------- | ---------- |
| Rennen um Platz 7 |                    |                                                   |            |
| 7                 | Belarus            | Tazzjana Scharakowa Alena Dylko Aksana Papko      | 3:20,245   |
| 8                 | Deutschland        | Judith Arndt Charlotte Becker Lisa Brennauer      | 3:20,824   |
| Rennen um Platz 5 |                    |                                                   |            |
| 5                 | Neuseeland         | Lauren Ellis Jaime Nielsen Alison Shanks          | 3:19,351   |
| 6                 | Niederlande        | Vera Koedooder Amy Pieters Ellen van Dijk         | 3:23,256   |
| Rennen um Bronze  |                    |                                                   |            |
| Bronze            | Kanada             | Tara Whitten Gillian Carleton Jasmin Duehring     | 3:17,915   |
| 4                 | Australien         | Annette Edmondson Melissa Hoskins Josephine Tomic | 3:18,096   |
| Rennen um Gold    |                    |                                                   |            |
| Gold              | Großbritannien     | Danielle King Laura Trott Joanna Rowsell          | 3:14,051   |
| Silber            | Vereinigte Staaten | Sarah Hammer Dotsie Bausch Lauren Tamayo          | 3:19,727   |